# Бодроги, Ласло
Ла́сло Бо́дроги (венг. Bodrogi László, 11 декабря 1976 года, Будапешт, ВНР) — венгерский и французский (с июня 2009 года) профессиональный шоссейный велогонщик. Многократный чемпион Венгрии в групповой и индивидуальной гонках. Участник летних Олимпийских игр 1996, 2004 и 2008 годов.

## Победы
1996
- Чемпион Венгрии в групповой гонке

1997
- Чемпион Венгрии в гонке на время

1998
- Чемпион Венгрии в гонке на время

1999
- Тур Жиронды — генеральная классификация

2000
- Чемпион Венгрии в групповой гонке
- Чемпион Венгрии в гонке на время
- Тур Аргентины — пролог
- Тур Нормандии — этап 1
- Тур Словении — пролог
- Тур де л'Авенир — этап 1
- Дуо Норман (в паре с Даниэле Норделло)

2001
- Чемпион Венгрии в гонке на время
- Тур Швеции — этап 4
- Тур Лигурии — этап 3 и генеральная классификация
- Вольта Алентежу — этап 5(б) и генеральная классификация
- Тур де л’Авенир — два этапа
- Гран-При Наций — 2ое место
- Чемпионат Мира в гонке на время — 5-е место

2002
- Чемпион Венгрии в гонке на время
- Париж — Ницца — пролог
- Гран-при Эдди Меркса (в паре с Фабианом Канчелларой)
- Тур Дании — этап 4(б)
- Гран-при Наций — 2-е место
- Чемпионат Мира в гонке на время — 5-е место

2003
- Чемпион Венгрии в гонке на время
- Париж — Брюссель — 2-е место
- Гран-при Эдди Меркса — 2-е место (в паре с Майклом Роджерсом)

2004
- Чемпион Венгрии в гонке на время
- Три дня Де-Панне — этап 3(б)

2005
- Тур Люксембурга — генеральная классификация
- Тур Вандеи — 2-е место

2006
- Чемпион Венгрии в групповой гонке
- Чемпион Венгрии в гонке на время
- Тур Австрии — этап 6

2007
- Чемпион Венгрии в групповой гонке
- Время Наций-Эрбье — Вандея
- Чемпионат Мира в гонке на время — 2-е место

2008
- Чемпион Венгрии в групповой гонке

2010
- Чемпионат Франции в гонке на время — 3-е место

## Статистика выступлений наГранд Турах
| Гонка / Год     | 2002 | 2003 | 2004 | 2005 | 2006 | 2007 |
| --------------- | ---- | ---- | ---- | ---- | ---- | ---- |
| Джиро д’Италия  | —    | —    | —    | —    | —    | 84   |
| Тур де Франс    | 62   | 108  | —    | 119  | —    | —    |
| Вуэльта Испании | —    | —    | DNF  | —    | 76   | DNF  |

### Рейтинги
| Год                      | 2001 | 2002 | 2003  | 2004 | 2005 | 2006  | 2007  | 2008 | 2009 | 2010 | 2011  | 2012  |
| ------------------------ | ---- | ---- | ----- | ---- | ---- | ----- | ----- | ---- | ---- | ---- | ----- | ----- |
| Мировой рейтинг FICP/UCI | 78-й | 36-й | 179-й | -    |      |       |       |      |      |      |       |       |
| ПроТур UCI               |      |      |       |      | -    | 197-й | 119-й | -    |      |      |       |       |
| Европейский тур UCI      |      |      |       |      |      |       |       |      |      |      | 222-й | 178-й |
|                          |      |      |       |      |      |       |       |      |      |      |       |       |
| Источник: UCI            |      |      |       |      |      |       |       |      |      |      |       |       |